# Николас Борн (награда)
Литературната награда „Николас Борн“ (на немски: Nicolas-Born-Preis) се присъжда след 2000 г. от провинция Долна Саксония ежегодно в чест на писателя Николас Борн. С отличието се удостояват „изтъкнати немскоезични автори от Германия, Австрия и Швейцария“.
Пощрението, наречено след 2015 г. Дебютна награда, се присъжда на автори, които са в началото на творческия си път.
Главната награда е на стойност 15 000 €, а след 2015 г. – 20 000 €.
Поощрителното отличие възлиза на 10 000 €.

## Носители на наградата (подбор)
- Гунтрам Веспер (1980)
- Ане Дуден (1987)
- Ане Дуден (1999)
- Валтер Кемповски (2002)
- Петер Рюмкорф (2003)
- Фелицитас Хопе (2004)
- Ханс-Йозеф Ортхайл (2007)
- Петер Уотърхаус (2011)
- Лукас Берфус (2015)
- Улрике Дрезнер (2016)
- Францобел (2017)
- Кристоф Рансмайр (2018)

Виж също литературната награда „Николас Борн за поезия“.